# Bånd - fortæl mig alt
|  | Denne artikel er oprettet af botten Steenthbot ud fra en ekstern database. Den kan derfor have sproglige fejl eller mangler. Denne skabelon kan fjernes efter kontrol af indholdet. |

Bånd - fortæl mig alt er en dansk dokumentarfilm fra 2020 instrueret af Smilla Dreinø Khonsari.

## Handling
Instruktør Smilla Khonsari vil kende hendes fars historie fra dengang de mistede hendes mor. Gennem hjemmevideoer og båndoptagelser genopleves de gode og de smertefulde minder, og samtaler som de har negligeret bliver endelig til virkelighed. Filmen foregår i hendes barndomshjem og hjemlige omgivelser på Møn, som skaber et trygt og smukt billede af filmen. Hun kommer tættere på at vide hvem hendes mor var, men mere vigtigt er båndet der bliver styrket mellem far og datter.